# Maison de Rouvroy de Saint Simon
La maison de Rouvroy de Saint Simon (ou de Rouvroy de Saint-Simon) est une famille subsistante de la noblesse française, classée dans la noblesse d'extraction chevaleresque. Elle est originaire de Picardie.

## Histoire

### Origines
Cette maison pensait être issue des anciens seigneurs de Saint-Simon (branche cadette des comtes de Vermandois, issus eux-mêmes en ligne mâle de l'Empereur Charlemagne), dont un cadet aurait adopté le nom de Rouvroy au début du XIIIe siècle à la suite d'une alliance. En réalité, la maison de Rouvroy descend bien des comtes de Vermandois, mais en ligne féminine.
La filiation de cette famille de Picardie est authentiquement établie depuis Mathieu de Rouvroy, dit « le Borgne », qui vivait au commencement du XIVe siècle. Ce surnom fut également porté par le fils et le petit-fils de Mathieu, la guerre leur ayant à tous les trois pris un œil.

### Une famille du Vermandois
La famille de Rouvroy tient son nom de la terre de Rouvroy, située sur la rive gauche de la Somme, à une demi-lieue de Saint-Quentin. Ce fief était possédé en 1047 par Gautier de Rouvroy, qualifié « bajulus comitis Vemmandensis », (c'est-à-dire bailli du comte de Vermandois) dans le martyrologe de l'abbaye d'Homblières.[réf. nécessaire]
La famille de Rouvroy de Saint Simon tient son second nom de la terre de Saint-Simon, également située en Picardie, à partir du mariage en 1332 de Mathieu de Rouvroy, surnommé « le Borgne », chevalier, seigneur du Plessis-Choisel, et de Marguerite, dame de Saint Simon. Les descendants de ce mariage ont fait remonter l'ascendance de Marguerite au cinquième degré d'Eudes l'Insensé, fils unique fils d'Herbert IV, dernier comte de Vermandois de la famille des Herbertiens, une branche des Carolingiens, mais ces prétentions ont été contestées par les historiens.[réf. nécessaire]

### Les ducs de Saint-Simon
La seigneurie de Saint Simon a été érigée en duché en janvier 1635 à partir de la seigneurie de Saint Simon, et des baronnies, vicomté, terres et seigneuries de Benay, de Clastres, de Pont-Avennes (ancienne implantation du village de Saint Simon aujourd'hui partie intégrante du chef-lieu), d'Artran, de Gauchy, d'Ugny-l'Équipée, de Thorigny, de Pontruel, de Savy (Aisne), de Rumigny, au bénéfice de Claude de Rouvroy de Saint-Simon, comte de Rasse, favori de Louis XIII. Les armes du nouveau duc étaient écartelées avec celles de Vermandois, attribuées, à tort, aux comtes de la dynastie Herbertienne. En effet, ce fut pour « plaire à Claude de Saint Simon, nouveau favori de Louis XIII » que le rattachement de la famille de Rouvroy de Saint Simon, ou du moins de la famille de Saint-Simon, à la dynastie carolingienne fut alors faussement établi.
Le fils du premier duc de Saint Simon fut le célèbre mémorialiste Louis de Rouvroy, duc de Saint Simon. En 1697, ce dernier fit changer ses armoiries pour arborer les armes de Vermandois à la place d'honneur, au détriment des armes des Rouvroy-Saint-Simon. Cette organisation de l'écu devient alors la version définitive des armes de la famille.
La famille de Rouvroy de Saint Simon fait partie des familles subsistantes de la noblesse française. Le chef de nom et d'armes de cette famille porte les titres de comte de Saint Simon et de marquis de Sandricourt.

## Filiation

### De la branche de Sandricourt (seule subsistante de nos jours)
- Jean de Rouvroy de Saint Simon, seigneur de Saint Simon, épouse Jeanne de La Trémoïlle
  - Louis de Rouvroy de Saint Simon (-1544), vicomte de Clastres, seigneur de Saint Simon, seigneur de Servinnois, seigneur d'Estovilly, épouse Yolande de Rochebaron
    - François de Rouvroy de Saint Simon, seigneur de Saint Simon, épouse Françoise de Blécourt
      - Titus de Rouvroy de Saint Simon (+1609 - Paris), vicomte de Clastres, seigneur de Serviennois, seigneur de Flavi-le-Martel, seigneur de Montbléru, chevalier de l'ordre de Saint-Michel, épouse en premières noces Antoinette de Montmorency, épouse en secondes noces Françoise d'Averhoult/d'Avroult
        - (2e lit) Isaac de Rouvroy de Saint Simon, comte de Vaux-sur-Meullent, comte de Vaugillard (15 janvier 1635), vicomte de Clastres, baron de Falvy, baron de Benais, seigneur de Saint Simon, seigneur de Arten, seigneur de Pont-Avene, épouse en 1611 Marie d'Amerval
          - Charles de Rouvroy de Saint Simon
          - Claude de Rouvroy de Saint Simon
            - Nicolas de Rouvroy de Saint Simon
            - Titus-Eustache de Rouvroy de Saint Simon (1667-1712), baron de Fulvy-sur-Somme, seigneur de Jambville, épouse à Paris en 1689 Claire Eugénie d'Hauterive de Villesecq (-1725)
              - Claude de Rouvroy de Saint Simon (1695-1760), évêque de Noyon puis de Metz.
              - Marie Élisabeth de Rouvroy de Saint Simon, épouse comte Guy de Laval

          - Charlotte de Rouvroy de Saint Simon
          - Anne de Rouvroy de Saint Simon, épouse Charles-François Gouffier, marquis de Crèvecœur

        - (2e lit) Louis de Rouvroy de Saint Simon
        - (2e lit) Charles de Rouvroy de Saint Simon († Tué le 7 juin 1639 - à la bataille de Thionville), seigneur de Montbléru, marié le 16 août 1632 avec Diane (1612-1678), fille de René de Prunelé († 1642) seigneur de La Porte, dont :
          - Claude de Rouvroy de Saint Simon (11 novembre 1634 † 1701), seigneur de Montbléru, de Ferlingen, de Burguet et de Ville-Xavier, marié, le 28 septembre 1666 à Paris, avec Françoise de Joigny de Bellebrune, dont :
            - Louis-Claude de Rouvroy de Saint Simon (13 février 1668 - Paris - 10 juillet 1754 - Chartuzac), seigneur de Montbléru, de Chartuzac, de Tujeras et de Ville-Xavier, marié, le 26 septembre 1713, avec Jeanne de Souchet († après janvier 1748), dont :
              - Louis Gabriel de Rouvroy de Saint-Simon (3 juillet 1717 - Paris † 27 novembre 1777), marquis de Montbléru, seigneur de Ville-Xavier, de Tujeras, de Chartuzac, de Roufigniac, de Doucets et de Giscours, baron de La Faye, capitaine au régiment de Saint-Simon-Cavalerie, marié, le 19 novembre 1740 au Mans, avec Catherine († 1754), fille de Jacques Pineau, seigneur de Viennay, dont :
                - Jeanne Jacquette (née le 13 octobre 1741 -Château de Ville-Xavier), mariée avec Louis-Charles Le Cat, comte d'Hervilly-Canisy, sans postérité.
                - Claude-Anne de Rouvroy de Saint-Simon (16 mars 1743 - Château de la Faye † 27 février 1819 - Pampelune, Espagne), marquis de Saint-Simon et de Montbléru, « duc de Saint-Simon » (titre espagnol), député aux États généraux de 1789, participa à la guerre d'Indépendance américaine, blessé en action, membre d'origine de la société des Cincinnati de France, émigré durant la Révolution française, maréchal de Camp, puis capitán general, colonel des gardes Wallones en Espagne, marié, le 28 mars 1773 à Paris, avec Françoise Louise Thomas de Pange 1757-1777 (témoin: Louis XV le Bien-Aimé de Bourbon, roi de France 1710-1774), dont :
                  - Louis Jacques (26 mars 1774 - Paris † Tué le 1er janvier 1794 à Pamplune dans la Légion royale des Pyrénées, ou Légion de Saint-Simon, créée par son père) ;
                  - Françoise Marie (28 avril 1777 - Paris † 6 novembre 1857 - Madrid), marquise de Ruffec, comtesse de Rasse ;

                - Claude Charles Louis de Rouvroy de Saint Simon (30 janvier 1744 - Château de la Faye † 19 janvier 1790 - Château des Doucets, paroisse de Péreuil), vicomte de Saint Simon, marquis de Montbléru, capitaine au régiment Royal-Picardie cavalerie, marié vers 1780 avec Marie (1759-1820), fille de Balthazar Henri de Rouvroy de Saint Simon (1721-1783), marquis de Sandricourt, dont :
                  - Henry Jean Victor de Rouvroy de Saint Simon (11 février 1782 - Château des Doucets † 18 mars 1865 - Paris), « duc de Saint-Simon » (hérite du titre espagnol de son oncle Claude-Anne), comte de Saint Simon, marquis de Saint Simon et pair de France (5 mars 1819), général de division, gouverneur général de l'Inde française, grand'croix de la Légion d'honneur, marié 1°, le 23 juillet 1807 à Paris Ier, avec Anne-Marie Seguin de La Salle (1791-1844), dont postérité ; puis, marié 2°, le 31 octobre 1850 à Paris VIIe, avec Zénaïde Sénéchal (1813-1881, veuve de Édouard Duval, dont postérité :
                    - (1er lit) Eugénie Louise Blanche Anne 1810-1861
                    - (1er lit) Alix (1815 † 23 juin 1855 - Montpellier), mariée le 25 mai 1846 avec Hippolyte de Hédouville [9]   (1811 † 1859), fils de Gabriel Marie Joseph d'Hédouville, chef d'escadron d'état-major, officier de la Légion d'honneur, dont postérité ;
                    - (1er lit) Marie (1817-1834) ;
                    - (1er lit) Talbot (1818-1824) ;
                    - En 1861, le duc de Saint Simon voulut donner son nom aux deux fils qu'il avait eu de Zénaïde Sénéchal, mais ses cousins des branches Montbléru et Sandricourt s'y opposèrent :
(2e lit) Edouard Duval (né en 1840), sans postérité ;
                    - (2e lit) Maxime Duval (1841 † 7 avril 1912 - Paris), marié, dont postérité ;

                - Adélaïde (2 juin 1745 - Château de La Faye † 9 novembre 1751 - Château de la Faye) ;
                - Charles (13 juin 1748 - Château de la Faye † 28 avril 1763 - Paris) ;
                - Jeanne-Jacqueline (1er janvier 1750 - Château de la Faye † 1793 - Saint-Julien-du-Pré, Le Mans) ;
                - Victoria de Rouvroy de Saint Simon (11 avril 1751 - Château de la Faye † 13 octobre 1790 - Paris), comtesse de Montbléru (12 mai 1773)
                - Claude de Rouvroy de Saint Simon (8 août 1752 - Château de la Faye † 11 mai 1811 - Paris), baron de Saint Simon, colonel (1788), Brigadier du "Garde National" (1791), commandant de Blaye (1804), participe à la guerre d'Indépendance américaine (membre d'origine de la société des Cincinnati de France), marié en 1792 avec Marie-Charlotte Turney (1765-1822), dont :
                  - Marie Victoire Agathe (14 septembre 1794 - Paris † 10 avril 1871 - Paris), mariée le 25 avril 1825, Paris, avec Charles Joseph Antoine Orbechy de Pietry ;
                  - André (1795-1816) ;
                  - Louis (1797-1816) ;
                  - Maurice (1797-1806) ;
                  - Jules-Hippolyte de Rouvroy de Saint Simon (7 juillet 1798 - Versailles † 28 juin 1873 - Paris), baron de Saint Simon, marquis de Saint Simon (18 mars 1865), chef de bataillon d'infanterie de ligne (1835), marié, le 1er octobre 1833 à Morainvilliers (Seine-et-Oise), avec Marie-Angélique Robineau d'Ennemont (1814-1844), dont
                    - Henry Claude 1835-1910 &1864 Marie-Louise de Bourqueney 1843-1871
                    - Marguerite 1865-1919 &1893 Léon de Tascher 1868-1949
                    - x
                    - Adolphe-Jules 1837-1918
                    - Paul-Marie 1840-1907
                    - Louise 1842-1868 & x

            - Claude (1671-1708), chevalier de Saint Simon ;
            - Marie Françoise (1674 - 7 avril 1726), mariée :
1°, le 22 juin 1701, avec Armand de Melun (1637-1710), seigneur de Maupertuis, dont postérité ;
2°, en novembre 1714, avec Simon Luc de Belhade, seigneur de Taudias, dont postérité ;
            - Françoise Marie (1676-1761) ;

          - Louis de Rouvroy († 16 juillet 1693 - Bataille de Nerwinde), comte de Saint Simon, marié avec Marguerite Claire de Bonniere-Soustre ;
          - Titus († 5 septembre 1696) ;

        - (2e lit) Françoise de Rouvroy de Saint Simon, épouse en 1620 Antoine de Mesnil

    - Jean de Rouvroy de Saint Simon de Sandricourt, épouse en 1522 Louise de Montmorency
      - Louis de Rouvroy de Saint Simon de Sandricourt, seigneur d'Amblainville, seigneur de Sandricourt, épouse en 1572 Marguerite de Créquy
        - Louis de Rouvroy de Saint Simon de Sandricourt, épouse 1607 Marguerite de Monceaux d'Auxy
          - Louis de Rouvroy de Saint Simon de Sandricourt, marquis de Sandricourt, épouse 1631 Marie le Bossu de Courbevoie
            - Louis de Rouvroy de Saint Simon de Sandricourt, épouse en 1678 Marie-Anne de Monthomer
              - Louis de Rouvroy de Saint Simon de Sandricourt, marquis de Sandricourt, lieutenant-général, épouse 1717 Marie-Louise de Gourgue
                - Maximilien Henri de Rouvroy de Saint Simon de Sandricourt, marquis de Sandricourt
                - Balthazar Henri de Rouvroy de Saint Simon de Sandricourt, comte de Saint Simon-Sandricourt, épouse Blanche Elisabeth de Rouvroy de Saint Simon de Vaux
                  - Claude Henri de Rouvroy, comte de Saint Simon (1760-1825), philosophe français, fondateur du saint-simonisme, membre de la Société des Cincinnati, épouse 1801 Alexandrine Sophie Goury de Champgrand
                  - Claude-Louis de Rouvroy de Saint Simon de Sandricourt, épouse Maria de Orlandis
                  - Herbert de Rouvroy de Saint Simon de Sandricourt, chevalier de l'Ordre de Saint-Louis, contre-amiral, épouse Régine de Sachs
                    - Robert de Rouvroy de Saint Simon de Sandricourt, officier de la Légion d'Honneur (1805-1855), marié le 16 juin 1845 à Alençon (61) avec Iseult de Fromont de Bouaille
                      - Eudes de Rouvroy de Saint Simon de Sandricourt (1854-1935)  marié le 1er mai 1880 avec Anne Montjaret de Kergégu, Château de Kervoazec
                        - Geneviève de Rouvroy de Saint Simon de Sandricourt (1890-1932), mariée avec Pierre de Foucault, baron de Tournebu (1888-1972)

                  - Adélaïde-Blanche de Rouvroy de Saint Simon de Sandricourt, épouse Louis-Claude de Rouvroy de Saint Simon
                  - André Louis de Saint-Simon (1771-1799)
                  - Adrienne-Émilie de Rouvroy de Saint Simon de Sandricourt, épouse comte Joseph de Talhouët

                - Charles François de Rouvroy de Saint Simon Sandricourt - (1727-1794), évêque et comte d'Agde.

  - Jean de Rouvroy de Saint Simon
  - Françoise de Rouvroy de Saint Simon, dame d'honneur d'Anne de Bretagne
  - Suzanne de Rouvroy de Saint Simon

Il est à noter que Fernand de Rouvroy de Saint-Simon (1923-2002) fut co-auteur du Dictionnaire de la noblesse française (édité en 1975), un des ouvrages de référence sur les familles subsistantes de la noblesse française de l'époque.
Source« de Rouvroy de Saint Simon », sur roglo.eu (consulté le 15 mai 2011) ;

### De la branche de Rasse
- Claude de Rouvroy, duc de Saint-Simon (1607-1693), vicomte de Clastres, baron de Benais, seigneur de Ferté-Arnaud, seigneur de Beaussart, favori du roi Louis XIII, épouse en premières noces en 1644 Diane Henriette de Budos (1629-1670), marquise des Portes, épouse en secondes noces en 1670 Charlotte de L'Aubespine (1640-1725), fille de François, marquis d'Hauterive, et de Éléonore de Volvire, marquise de Ruffec.
  - (1) Gabrielle Louise de Rouvroy de Saint Simon (1646-1684), épouse en Henri Albert de Cossé-Brissac, duc de Brissac, fils de Louis de Cossé-Brissac, duc de Brissac.
  - (1) Louis de Rouvroy de Saint Simon (1650-1651), marquis des Portes.
  - (1) Marie Madeleine de Rouvroy de Saint Simon (1659-1665).
  - (2) Louis de Rouvroy, duc de Saint-Simon, né à Paris le 16 janvier 1675, mort en 1755, marquis de Ruffec, comte de Rasse, comte de La Ferté-Vidame, vidame de Chartres, seigneur d'Aysié, seigneur d'Empuré, seigneur de Verriere, seigneur de Martreüil, seigneur de Charmé, pair de France, Grand d'Espagne de la première classe, écrivain français, célèbre mémorialiste, ambassadeur extraordinaire en Espagne, chevalier de la Toison d'or (1722)[10], chevalier de l'Ordre du Saint-Esprit (1728), fils du précédent, épouse en 1695 Marie-Gabrielle[11] de Durfort-Lorge (1678-1743), fille de Guy Aldonce II de Durfort, duc de Quintin, comte de Lorges, maréchal de France, et de Geneviève Frémont d'Auneuil
    - Charlotte de Rouvroy de Saint Simon (1696-1763), épouse en 1722 Charles-Louis Antoine de Hénin-Liétard, Prince de Chimay, Comte de Boussu.
    - Jacques-Louis de Rouvroy de Saint Simon (1698-1746), duc de Saint Simon (par donation entre vifs), dit « duc de Ruffec »[12], vidame de Chartres, épouse Catherine-Charlotte-Thérèse de Gramont (1707-1755), fille du duc Antoine V de Gramont, duc de Guiche, maréchal de France, et de Marie-Christine de Noailles
      - Marie-Christine de Rouvroy de Saint Simon (1728-1774), épouse en 1749  Charles-Maurice de Monaco (1727-1798), comte de Valentinois.

    - Armand Jean de Rouvroy de Saint Simon (1699-1754), duc de Saint Simon (par donation de son père, à la mort de son frère), dit « duc de Ruffec »[13], comte de Rasse, pair de France, Grand d'Espagne.

## Titres et seigneuries

### Titres
- Duc de Saint Simon
- Marquis de Ruffec[14], de Sandricourt, des Portes
- Comte de La Ferté-Vidame, de Rasse, de Vaugillard, de Vaux-sur-Meullent
- Vidame de Chartres
- Vicomte de Clastres
- Baron de Benais, de Falvy de Fulvy-sur-Somme
- Pair de France
- Grand d'Espagne

### Seigneuries
- Seigneur d'Amblainville, de Arten, d'Aysié, de Beaussart, de Charmé, d'Empuré, d'Estovilly, de Ferté-Arnaud, de Flavi-le-Martel, de Jambville, de Martreüil, de Montbléru, de Pont-Aven, de Saint Simon, de Sandricourt, de Servinnois, de Verriere

## Armes, blasons, devises
Blasons de la famille Rouvroy de Saint-Simon :
| Figure | Blasonnement |
|        | Armes de la famille de Rouvroy De sable à la croix d’argent chargé de cinq coquilles de gueules. |
|        | Claude de Rouvroy (16 août 1607 - 3 mai 1693), seigneur de Saint Simon, puis 1er duc de Saint-Simon et pair de France, vicomte de Clastres, baron de Benay et vidame de Chartres, grand louvetier de France Écartelé, aux 1 et 4, parti, a, échiqueté d'or et d'azur, au chef d'azur, chargé de trois fleurs-de-lis d'or (de Vermandois), b, de sable, à la croix d'argent chargé de cinq coquilles de gueules (de Rouvroy) ; aux 2 et 3 d'or à la fasce de gueules (de Havesquerke-Rasse) ; sur le tout losangé d'argent et de gueules, à un chef d'argent (de Précy). |
|        | Louis de Rouvroy (1675-1755), vidame de Chartres, 2e duc de Saint-Simon (1693 - fils du précédent) et pair de France, comte de Rasse et de La Ferté-Vidame, marquis de Ruffec, grand d'Espagne Écartelé: aux 1 et 4, de sable, à la croix d'argent, ch. de cinq coquilles de gueules (de Rouvroy) ; aux 2 et 3, échiqueté d'or et d'azur, au chef d'azur, ch. de trois fleurs-de-lis d'or (de Vermandois). On trouve également (de Vermandois) en 1 et 4 et (de Rouvroy) en 2 et 3.,                                                                                    |